# Amanda (Boston-låt)
"Amanda" är en låt av det amerikanska rockbandet Boston. Den återfinns på albumet "Third Stage" som gavs ut i september 1986, och toppade den amerikanska singellistan i november samma år. låten skrevs dock redan sex år tidigare, 1980.
Amanda är en av få låtar som nått billboardlistans första placering under 1980-talet utan att ha en musikvideo.

### Fotnoter
1. ↑  Paul Elliott (10 mars 2016). ”The 10 Greatest Boston Songs Ever” (på engelska). Teamrock. http://teamrock.com/feature/2016-03-10/the-10-greatest-boston-songs-ever. Läst 21 juli 2017.